# Perm (geološko razdoblje)
Perm je geološki period, najmlađe razdoblje paleozoika, koji je trajao od 299 do 251 milijun godina. Označava razvoj golosjemenjača, vodozemaca i gmazova.
Perm je znan i po tome što se na kraju razdoblja, pri prijelazu u Trijas, dogodilo najveće izumiranje biljnih i životnijskih vrsta u povijesti Zemlje, u kojem je nestalo oko 70 % kopnenog života i do 90 % morskog života. Uzrok te katastrofe je znanstvenicima i danas nepoznat.

## Vanjske poveznice
|  | Zajednički poslužitelj ima još gradiva o temi Perm (geološko razdoblje) |